# الطنيج
الطنيج ونسبة لواحدهم الطنيجي، هي قبيلة عربية عدنانية النسب في الإمارات العربية المتحدة (الإمارات العربية المتحدة). استقر معظم الطنيج في الذيد، واحة الشارقة الداخلية، ومدينة الرمس بإمارة رأس الخيمة. كما يستقر عدد قليل من الطنيج في الحمرية.
في مطلع القرن التاسع عشر، كان هناك حوالي 4000 طنيجي في الإمارات الشمالية، منهم 1500 بدوي. مؤثرون في السياسة القبلية لأنهم استطاعوا جمع قوة من مُألفة من 500 رجل مقاتل، استخدم بدو الطنيج الذيد مركزًاولهم فيها برج محصن يحمي منازلالطنيج التي تضم 70 فردًا هناك (حافظ النعيم على ترتيب مماثل في الذيد). هناك روابط بين الطنيج وبني قتب.
كان طنيج الرمس يعملون في الغالب في صيد اللؤلؤ، وخلال موسم صيد اللؤلؤ، كان كل من البدوالطنيج والشحوح يأتون إلى الساحل للعمل كعمالة موسمية.